# Hotel (Cassidy)
Hotel è il singolo di debutto del rapper statunitense Cassidy, pubblicato il 23 settembre 2003 come primo estratto dal primo album in studio Split Personality.

## Descrizione
Il brano reca la collaborazione del cantante R&B statunitense R. Kelly. Esso è stato scritto dai cantanti stessi insieme a Nile Rodgers, Bernard Edwards e Swizz Beatz, e prodotto da quest'ultimo.
Musicalmente è composta con un ritmo di 91 bpm e con la tonalitá di Do maggiore.
Il brano contiene le interpolazioni di Rapper's Delight degli Sugarhill Gang e Housewife di Dr. Dre.

## Remix
Il 2 marzo 2004 è stato pubblicato come singolo il remix ufficiale, chiamato Vacation Remix, in collaborazione con la rapper statunitense Trina, la quale rappa la seconda strofa.
Il brano differisce inoltre dalla versione originale anche grazie a delle nuove strofe rappate da Cassidy e a R.Kelly che cambia l'intro e canta una nuova parte nel ritornello.

## Video musicale
Nella scena iniziale del video una ragazza si reca in un lussuoso hotel a trovare Cassidy, che alloggia nella suite presidenziale. Nelle scene successive il rapper flirta con altre ragazze e dà loro la chiave magnetica della sua stanza. Nel video vi è un'apparizione di Swizz Beatz e Infared.

## Classifiche

### Classifiche settimanali
| Classifica (2004) | Posizione massima |
| ----------------- | ----------------- |
| Australia         | 25                |
| Danimarca         | 11                |
| Germania          | 22                |
| Irlanda           | 16                |
| Italia            | 23                |
| Paesi Bassi       | 70                |
| Regno Unito       | 3                 |
| Stati Uniti       | 4                 |
| Stati Uniti (Rap) | 2                 |
| Svezia            | 24                |
| Svizzera          | 28                |